# Küçükbükü, Sındırgı
Küçükbükü là một xã thuộc huyện Sındırgı, tỉnh Balıkesir, Thổ Nhĩ Kỳ. Dân số thời điểm năm 2010 là 302 người.